# Badminton-Juniorenozeanienmeisterschaft 2010
Die Badminton-Juniorenozeanienmeisterschaft 2010 fand vom 24. bis zum 27. Februar 2010 in Invercargill statt.

## Sieger und Finalisten
| Disziplin    | Gold                              | Silber                        |
| ------------ | --------------------------------- | ----------------------------- |
| Herreneinzel | Boris Ma                          | Asher Richardson              |
| Dameneinzel  | Tara Pilven                       | Victoria Cheng                |
| Herrendoppel | Boris Ma Ashwant Gobinathan       | Asher Richardson William Chen |
| Damendoppel  | Mary O’Connor Madeleine Stapleton | Louisa Ma Tara Pilven         |
| Mixed        | Luke Charlesworth Mary O’Connor   | Ashwant Gobinathan Louisa Ma  |